# Eureka, Utah
Eureka är en ort i Juab County i Utah. Vid 2010 års folkräkning hade Eureka 669 invånare.

## Kända personer från Eureka
- Frank J. Zamboni, uppfinnare och företagare